# Collectables Records
Collectables Records is een Amerikaans platenlabel dat platen opnieuw uitbrengt. Het is het grootste onafhankelijke reissue-label van Amerika: het heeft een catalogus van 3400 titels op cd en duizenden titels op vinyl. Het gaat hier om opnames van grote platenlabels als Columbia, Atlantic, RCA, Capitol, Vee-Jay, in alle mogelijke genres: rock, jazz, comedy, blues, doo-wop en vele andere stijlen.
Een activiteit van het label is het uitbrengen van budget-compilaties in de serie Priceless Collection. Op veel cd's staan twee originele albums. Ook komt het met multi-cd-verzamelboxen die exclusief worden verkocht bij retailers als QVC en Costco.
In het verleden is geklaagd over de geluiskwaliteit van de cd's. In het begin werden bekraste grammofoonplaten gebruikt voor de heruitgegeven lp's en cd's. Sinds het midden van de jaren negentig heeft Little Walter DeVenne veel opnames ge-remastered. Ook maakt Collectibles tegenwoordig gebruik van de remaster- en restauratie-faciliteiten bij de labels waarvan Collectables nu opnames uitgeeft. 
Het label werd in 1980 opgericht door Jerry Greene, die eerder betrokken was bij de platenlabels Lost Nite en Crimson. Collectables is slechts één onderneming van Greene en diens familie: andere bedrijven zijn Alpha Video, Gotham Distributing Corporation en de e-commerce-website Oldies.com.